# Helen Bianchin
Helen Bianchin (Nueva Zelanda, 20 de febrero de 1939) es una popular escritora neozelandesa de más de 50 novelas románticas de Mills & Boon desde 1975.

## Biografía
Helen nació el 20 de febrero en Nueva Zelanda. Viajó por toda Australia, y en Cairns, conoció a Danilo Bianchin, un italiano de Treviso; seis meses más tarde se casaron. Tuvieron una hija, Lucia, y dos hijos Angelo y Peter. Desde 1981, la familia reside en Australia.

### Novelas
- The Willing Heart (1975)
- Bewildered Haven (1976)
- Avenging Angel (1977)
- Hills of Home (1977)
- Vines in Splendour (1978)
- Stormy Possession (1979)
- Edge of Spring (1979)
- Master of Uluru (1980)
- Devil in Command (1980)
- Savage Touch (1981)
- Wildfire Encounter (1982)
- Savage pagan (1984)
- Yesterday's Shadow (1984)
- Sweet Tempest (1984)
- Dark Tyrant (1984)
- Bitter Encore (1985)
- Dark Enchantment (1986)
- An Awakening Desire (1987)
- Touch the Flame (1989)
- The Tiger's Lair (1990)
- The Stefanos Marriage (1990)
- No Gentle Seduction (1991)
- Reluctant Captive (1992)
- Stormfire (1992)
- Passion's Mistress (1994)
- Dangerous Alliance (1994)
- Desert Mistress (1996)
- The Bridal Bed (1998)
- A Convenient Bridegroom (1999)
- Mistress by Arrangement (1999)
- Mistress by Contract (2001)
- The Husband Test (2001)
- The Wedding Ultimatum (2002)
- The Pregnancy Proposal (2003)
- In the Spaniard's Bed (2003)
- The Spaniard's Baby Bargain (2004)
- His Pregnancy Ultimatum (2004)
- The Disobedient Bride (2005)
- The Greek's Bought Wife (2005)
- Purchased by the Billionaire (2006)
- The High-Society Wife (2006)
- The Marriage Possession (2007)
- The Greek Tycoon's Virgin Wife (2007)

### Serie Santanas Brothers
1. Forgotten Husband (1995)
2. The Marriage Arrangement (2001)

### Serie Marriages
1. An Ideal Marriage? (1997)
2. The Marriage Campaign (1998)

### Serie Lanier
1. The Marriage Deal (2000)
2. The Husband Assignment (2000)

### Serie Dimitriades
1. A Passionate Surrender (2002)
2. The Greek Bridegroom (2002)

### Serie Multi-autor Year Down Under
- No Gentle Seduction (1991)

### Serie Forbidden!
- Desert Mistress (1996)

### Serie Multi-autor Do Not Disturb
- The Bridal Bed (1998)

### Serie Multi-autor Expecting!
- His Pregnancy Ultimatum (2004)

### Serie Multi-autor Wedlocked!
- Purchased by the Billionaire (2006)
- The Marriage Possession (2007)

### Colecciones
- Forgive and Forget (1998)
- Forgotten Husband / Desert Mistress (2004)
- Willing Heart / Ideal Marriage? (2005)

### Antologías en colaboración
- Romance on Holiday (1983) (con Vanessa James, Carole Mortimer y Celia Scott)
- Avenging Angel / Sown in the Wind / Cruise to a Wedding (1985) (con Jean S. MacLeod y Betty Neels)
- Christmas Affairs (1998) (con Sharon Kendrick y Sandra Marton)
- The Australians (2000) (con Miranda Lee y Margaret Way)
- The Greek Tycoons (2001) (con Lynne Graham y Michelle Reid)
- Weddings Down Under (2001) (con Jessica Hart y Margaret Way)
- Australian Attraction (2002) (con Miranda Lee)
- Wedding Countdown (2002) (con Liz Fielding y Kim Lawrence)
- Australian Playboys (2003) (con Marion Lennox y Margaret Way)
- Foreign Affairs (2004) (con Anne Mather y Michelle Reid)
- Coming Home (2004) (con Lucy Gordon y Rebecca Winters)
- Coming Home for Christmas (2003) (con Lucy Gordon y Rebecca Winters)
- Claiming His Mistress (2004) (con Lucy Gordon y Sharon Kendrick)
- A Convenient Proposal (2004) (con Lucy Gordon y Kate Walker)
- His Boardroom Mistress (2005) (con Sandra Marton y Cathy Williams)
- Her Greek Millionaire (2005) (con Helen Brooks y Sara Wood)
- Latin Affairs (2006) (con Sharon Kendrick y Kathryn Ross)
- Convenient Weddings (2006) (con Jacqueline Baird y Kathryn Ross)
- Gorgeous Greeks (2007) (con Julia James)